# Afsnit af Sons of Anarchy
Sons of Anarchy er en amerikansk tv-serie skabt af Kurt Sutter. Serien består af 92 afsnit fordelt på syv sæsoner, der blev sendt fra 3. september 2008 til 9. december 2014.
Sons of Anarchy handler om en kriminel motorcykelklub, der holder til i den fiktive by Charming i Californien. Serien følger hovedpersonen Jackson "Jax" Teller (Charlie Hunnam), søn af klubbens afdøde stifter, der begynder at sætte spørgsmålstegn ved klubben og den retning de skal tage.

## Serieoversigt
| Sæson |        | Oprindelig sendato | Oprindelig sendato |
| Sæson | Afsnit | Start              | Slut               |
| ----- | ------ | ------------------ | ------------------ |
| 1     | 13     | 3. september 2008  | 26. november 2008  |
| 2     | 13     | 8. september 2009  | 1. december 2009   |
| 3     | 13     | 7. september 2010  | 30. november 2010  |
| 4     | 14     | 6. september 2011  | 6. december 2011   |
| 5     | 13     | 11. september 2012 | 4. december 2012   |
| 6     | 13     | 10. september 2013 | 10. december 2013  |
| 7     | 13     | 9. september 2014  | 9. december 2014   |

## Afsnit

### Sæson 1 (2008)
| Nr. i serien | Nr. i sæson | Titel                 | Instruktør                     | Forfatter                    | Oprindelig sendedato i USA | Produktionskode |
| --- | ----------- | --------------------- | ------------------------------ | ---------------------------- | -------------------------- | --------------- |
| 1 | 1           | "Pilot"               | Allen Coulter & Michael Dinner | Kurt Sutter                  | 3. september 2008          | 1WAB79          |
| Da en rivalisende klub tømmer og ødelægger SAMCRO's våbenvarehus, må klubben udøve deres egen form for lov for at tage deres våben tilbage. Imens sker der ting i familien da Jax's nyfødte søn må på hospitalet. |             |                       |                                |                              |                            |                 |
| 2 | 2           | "Seeds"               | Charles Haid                   | Kurt Sutter                  | 10. september 2008         | 1WAB01          |
| Mens klubben håndterer konsekvenserne af angrebet på deres våbenvarehus, udgør den nye vicepolitichef en trussel mod SAMCRO's magt i Charming. Jax fortsætter med at være bekymret for sin nyfødte søns liv og begynder at sætte spørgsmålstegn ved klubbens brutale måde at ordne tingene på. Opies økonomiske problemer sætter ham i en besværlig situation. |             |                       |                                |                              |                            |                 |
| 3 | 3           | "Fun Town"            | Stephen Kay                    | Kurt Sutter                  | 17. september 2008         | 1WAB02          |
| Da en ung datter af en af Charmings mest respekterede familier bliver overfaldet og voldtaget under et besøgende tivoli, sætter SAMCRO sig for at finde den skyldige. Imens er en ny sending af våben ankommet fra deres irske forbindelser med en ekstra udgift og Taras ekskæreste kommer til byen.                                                          |             |                       |                                |                              |                            |                 |
| 4 | 4           | "Patch Over"          | Paris Barclay                  | James D. Parriott            | 24. september 2008         | 1WAB03          |
| Klubben rejser til Nevada for at opbevare deres våben hos en broderklub, "The Devil's Tribe". Men da en rivaliserende klub, "Mayans" truer "The Devil's Tribe", beslutter Clay sig for at gøre klubben til en officiel underafdeling af Sons of Anarchy. Taras ekskæreste, ATF-agent Kohn, begynder sin undersøgelse af SAMCRO.                                |             |                       |                                |                              |                            |                 |
| 5 | 5           | "Giving Back"         | Tim Hunter                     | Jack LoGiudice               | 1. oktober 2008            | 1WAB04          |
| Gemma er vært for et velgørenhedsarrangement, der tiltrækker et gammelt medlem af klubben, samme medlem som var skyld i Opies anholdelse. Dette giver problemer med Jax og Opie. Clay har problemer med beskyttelsen af en pervers prøveløsladt, som kan give en stor belønning, og ATF-agent Kohn fortsætter sin undersøgelse af SOA.                         |             |                       |                                |                              |                            |                 |
| 6 | 6           | "AK-51"               | Seith Mann                     | Nichole Beattie              | 8. oktober 2008            | 1WAB05          |
| En tjeneste til Pineys gamle krigskammerat udvikler sig til et stort problem for SAMCRO. Mens Clay er låst inde, må Jax mande sig op for at håndtere situationen. |             |                       |                                |                              |                            |                 |
| 7 | 7           | "Old Bones"           | Gwyneth Horder-Payton          | Dave Erickson                | 15. oktober 2008           | 1WAB06          |
| Da gamle knogler bliver fundet i udkanten af Charming, bliver Clay tvunget til at stå ansigt til ansigt med hemmeligheder, han begravede for længe siden. Imens, er klubben opsat på at vinde penge ved at bruge Half-Sack i en kamp på bare næver. ATF-agent Kohn's undersøgelse bliver personlig, da hans sande intentioner bliver afsløret.                 |             |                       |                                |                              |                            |                 |
| 8 | 8           | "The Pull"            | Guy Ferland                    | Kurt Sutter & Jack LoGiudice | 22. oktober 2008           | 1WAB07          |
| Da den irske våbenhandler kræver penge, kæmper SAMCRO med at finde dem. "Mayans" og "Nords" tager drastiske skridt i deres styrkelse af deres alliance, og Jax finder sig selv i en farlig situation med Tara. |             |                       |                                |                              |                            |                 |
| 9 | 9           | "Hell Followed"       | Billy Gierhart                 | Brett Conrad                 | 29. oktober 2008           | 1WAB08          |
| SAMCRO planlægger hævn mod en rivaliserende motorcykelklub, mens de må tage sig af en såret Cameron Hayes i klubhuset. Imens er Jax, Opie og Bobby opsat på at ende klubbens gæld for våben en gang for alle. |             |                       |                                |                              |                            |                 |
| 10 | 10          | "Better Half"         | Mario Van Peebles              | Pat Charles                  | 5. november 2008           | 1WAB09          |
| Da ATF-agenten Stahl presser kvinderne i SAMCRO, ser Jax sherif Unser som nøglen til at redde klubben. Tara prøver stadig at komme sig over situationen med Kohn, og Cherry afslører interessante informationer om hendes fortid til Gemma. |             |                       |                                |                              |                            |                 |
| 11 | 11          | "Capybara"            | Stephen Kay                    | Kurt Sutter & Dave Erickson  | 12. november 2008          | 1WAB10          |
| Da et SOA-medlem bliver arresteret for mord, og et andet forsvinder, må Jax vælge mellem venskab og klubben. Imens bliver Abel stadig stærkere, og han kan snart udskrives fra hospitalet, men han er ikke den eneste, der kommer hjem. |             |                       |                                |                              |                            |                 |
| 12 | 12          | "The Sleep of Babies" | Terrence O'Hara                | Kurt Sutter                  | 19. november 2008          | 1WAB11          |
| I sit forsøg på at finde penge til Bobbys løsladelse, efterlader Clay SAMCRO i en sårbar position. Det der skal være en lykkelig hjemkomst for Abel, ender i flere problemer for klubben. |             |                       |                                |                              |                            |                 |
| 13 | 13          | "The Revelator"       | Kurt Sutter                    | Kurt Sutter                  | 26. november 2008          | 1WAB12          |
| Midt i stor tragedie, må klubben genfinde deres sammenhold som brødre. |             |                       |                                |                              |                            |                 |

### Sæson 2 (2009)
| Nr. i serien | Nr. i sæson | Titel           | Instruktør            | Forfatter                                                                         | Oprindelig sendedato i USA | Produktionskode |
| --- | ----------- | --------------- | --------------------- | --------------------------------------------------------------------------------- | -------------------------- | --------------- |
| 14 | 1           | "Albification"  | Guy Ferland           | Kurt Sutter                                                                       | 8. september 2009          | 2WAB01          |
| Mens klubben er splittet af Donnas død, arrangerer Clay en ny våbenaftale med IRA. Imens slår en separatistisk gruppe rødder i Charming og truer mere end blot SAMCRO's kontrol over byen. L.O.A.N gruppen kidnapper og voldtager Gemma og beder hende videregive beskeden til Clay om at stoppe med at sælge våben til sorte og ikke-hvide grupper. |             |                 |                       |                                                                                   |                            |                 |
| 15 | 2           | "Small Tears"   | Stephen Kay           | Jack LoGiudice                                                                    | 15. september 2009         | 2WAB02          |
| Kæmpende med den traumatiske oplevelse, er Gemma ikke i stand til at fortælle hverken Clay eller Jax om overfaldet. Imens forsøger en rivaliserende pornoinstruktør at sætte Luanne på gaden og Clay må lave en undtagelse for Jax's hurtige beslutningstagen.                                                                                       |             |                 |                       |                                                                                   |                            |                 |
| 16 | 3           | "Fix"           | Gwyneth Horder-Payton | Dave Erickson                                                                     | 22. september 2009         | 2WAB03          |
| Zobelle skaber et "midlertidigt problem" som Hale skal tage sig af for at underminere SAMCRO, Gemmas voldtægt underminerer hendes forhold med Clay, og Jax's engagement i Luannes pornoforretning begynder at irritere Tara. Imens fortæller Clay at Bobby, der trænger til et job, skal hjælpe med forretningen i Luannes pornoproduktion.          |             |                 |                       |                                                                                   |                            |                 |
| 17 | 4           | "Eureka"        | Guy Ferland           | Kurt Sutter & Brett Conrad                                                        | 29. september 2009         | 2WAB04          |
| Spændingen mellem Clay og Jax bliver værre, da de er uenige om, hvordan de skal redde Tig, der er blevet fanget af dusørjægere. Tilbage i Charming bliver Gemma mindet om overfaldet, og hun beslutter sig for at gøre noget ved det. |             |                 |                       |                                                                                   |                            |                 |
| 18 | 5           | "Smite"         | Terrence O'Hara       | Chris Collins                                                                     | 6. oktober 2009            | 2WAB05          |
| Charming bliver sårbar overfor The League, der finder nye veje til at provokere SAMCRO. Taras intense forsøg på at hjælpe en såret Gemma bliver vendt mod hende selv. |             |                 |                       |                                                                                   |                            |                 |
| 19 | 6           | "Falx Cerebri"  | Billy Gierhart        | Regina Corrado                                                                    | 13. oktober 2009           | 2WAB06          |
| Tilskyndet af Zobelle beslutter Clay sig for hævn, hvilket tvinger Jax til at ty til en usædvanlig kilde for hjælp til at redde klubben fra undergang. Gemma viser Tara hvordan en kvinde af klubben håndterer sin vrede. |             |                 |                       |                                                                                   |                            |                 |
| 20 | 7           | "Gilead"        | Gwyneth Horder-Payton | Kurt Sutter & Chris Collins                                                       | 20. oktober 2009           | 2WAB07          |
| Da The League har sat SAMCRO-medlemmerne bag tremmer, må klubben finde nye allierede indenfor murene for at overleve. Agent Stahl udnytter deres tilfangetagelse til at teste Clay og Jax's forhold. |             |                 |                       |                                                                                   |                            |                 |
| 21 | 8           | "Potlatch"      | Paul Maibaum          | Kurt Sutter & Misha Green                                                         | 27. oktober 2009           | 2WAB08          |
| Zobelles forretningsaftaler med rivaler af klubben forværrer splittelsen i SAMCRO, der allerede er del af Clay og Jax's uenigheder. Og for at gøre tingene endnu værre, angriber Georgie Carusos mænd Luannes studio. Imens bliver Clay enige om en aftale med Elliot Oswald, og Chibs' fremmedgjorte kone besøger ham på hospitalet.                |             |                 |                       |                                                                                   |                            |                 |
| 22 | 9           | "Fa Guan"       | Stephen Kay           | Brett Conrad & Liz Sagal                                                          | 3. november 2009           | 2WAB09          |
| Da SAMCRO's voksenfilmsforretning bliver en hindring for klubben, griber Clay muligheden for at genoptage våbenhandlen. Clay og Jax forsætter deres skænderier over klubbens aktiviteter og når i deres forhold en nyt stadie af fjendskab. |             |                 |                       |                                                                                   |                            |                 |
| 23 | 10          | "Balm"          | Paris Barclay         | Dave Erickson & Stevie Long                                                       | 10. november 2009          | 2WAB10          |
| Agent Stahl bemærker SAMCRO's nydelige fortjeneste. Imens tvinger Clay/Jax-konflikten Gemma til at træffe en umulig beslutning. |             |                 |                       |                                                                                   |                            |                 |
| 24 | 11          | "Service"       | Phil Abraham          | Historie af: Brady Dahl & Cori Uchida Manuskript af: Kurt Sutter & Jack LoGiudice | 17. november 2009          | 2WAB11          |
| Chibs indvilliger i at lave en hemmelig aftale med Agent Stahl for at beskytte sin kone og datter. I en dyb sorg søger Opie både hævn og forsoning. |             |                 |                       |                                                                                   |                            |                 |
| 25 | 12          | "The Culling"   | Gwyneth Horder-Payton | Kurt Sutter & Dave Erickson                                                       | 24. november 2009          | 2WAB12          |
| Hele SAMCRO-familien kommer under beskyttelse inde i klubhuset, mens Clay og Jax forbereder deres opgør med The League. A.J. Weston finder ud af sandheden om Zobelles intentioner for at være i Charming. Ved at benytte sig af sine erfaringer fra Gemma sikrer Tara sig sit arbejde på St. Thomas Hospital.                                       |             |                 |                       |                                                                                   |                            |                 |
| 26 | 13          | "Na Trioblóidí" | Kurt Sutter           | Kurt Sutter                                                                       | 1. december 2009           | 2WAB13          |
| Mens SAMCRO forsøger at gøre Charming fri for Zobelle og The League, udgør velkendte ansigter nye udfordringer. Note: Episoden varer 90 min. Na Trioblóidi betyder "problemerne" på gælisk. |             |                 |                       |                                                                                   |                            |                 |

### Sæson 3 (2010)
| Nr. i serien | Nr. i sæson | Titel                 | Instruktør            | Forfatter                                                          | Oprindelig sendedato i USA | Produktionskode |
| ------------ | ----------- | --------------------- | --------------------- | ------------------------------------------------------------------ | -------------------------- | --------------- |
| 27           | 1           | "SO"                  | Stephen Kay           | Kurt Sutter                                                        | 7. september 2010          | 3WAB01          |
| 28           | 2           | "Oiled"               | Gwyneth Horder-Payton | Kurt Sutter & Dave Erickson                                        | 14. september 2010         | 3WAB02          |
| 29           | 3           | "Caregiver"           | Billy Gierhart        | Chris Collins & Regina Corrado                                     | 21. september 2010         | 3WAB03          |
| 30           | 4           | "Home"                | Guy Ferland           | Kurt Sutter & Liz Sagal                                            | 28. september 2010         | 3WAB04          |
| 31           | 5           | "Turning and Turning" | Gwyneth Horder-Payton | Dave Erickson & Marco Ramirez                                      | 5. oktober 2010            | 3WAB05          |
| 32           | 6           | "The Push"            | Stephen Kay           | Chris Collins & Julie Bush                                         | 12. oktober 2010           | 3WAB06          |
| 33           | 7           | "Widening Gyre"       | Billy Gierhart        | Kurt Sutter & Regina Corrado                                       | 19. oktober 2010           | 3WAB07          |
| 34           | 8           | "Lochan Mor"          | Guy Ferland           | Dave Erickson, Liz Sagal & Kurt Sutter                             | 26. oktober 2010           | 3WAB08          |
| 35           | 9           | "Turas"               | Stephen Kay           | Historie af: Kurt Sutter Manuskript af: Chris Collins & Brady Dahl | 2. november 2010           | 3WAB09          |
| 36           | 10          | "Firinne"             | Gwyneth Horder-Payton | Kurt Sutter & Vaun Wilmott                                         | 9. november 2010           | 3WAB10          |
| 37           | 11          | "Bainne"              | Adam Arkin            | Dave Erickson, Regina Corrado & Kurt Sutter                        | 16. november 2010          | 3WAB11          |
| 38           | 12          | "June Wedding"        | Phil Abraham          | Historie af: Kurt Sutter Manuskript af: Chris Collins              | 23. november 2010          | 3WAB12          |
| 39           | 13          | "NS"                  | Kurt Sutter           | Kurt Sutter & Dave Erickson                                        | 30. november 2010          | 3WAB13          |

### Sæson 4 (2011)
| Nr. i serien | Nr. i sæson | Titel                   | Instruktør            | Forfatter                                  | Oprindelig sendedato i USA | Produktionskode |
| ------------ | ----------- | ----------------------- | --------------------- | ------------------------------------------ | -------------------------- | --------------- |
| 40           | 1           | "Out"                   | Paris Barclay         | Kurt Sutter                                | 6. september 2011          | 4WAB01          |
| 41           | 2           | "Booster"               | Guy Ferland           | Dave Erickson & Chris Collins              | 13. september 2011         | 4WAB02          |
| 42           | 3           | "Dorylus"               | Peter Weller          | Regina Corrado & Liz Sagal                 | 20. september 2011         | 4WAB03          |
| 43           | 4           | "Una Venta"             | Billy Gierhart        | Kurt Sutter & Marco Ramirez                | 27. september 2011         | 4WAB04          |
| 44           | 5           | "Brick"                 | Paris Barclay         | Dave Erickson & Brady Dahl                 | 4. oktober 2011            | 4WAB05          |
| 45           | 6           | "With an X"             | Guy Ferland           | Chris Collins & Regina Corrado             | 11. oktober 2011           | 4WAB06          |
| 46           | 7           | "Fruit for the Crows"   | Gwyneth Horder-Payton | Kurt Sutter & Liz Sagal                    | 18. oktober 2011           | 4WAB07          |
| 47           | 8           | "Family Recipe"         | Paul Maibaum          | Dave Erickson & Brady Dahl                 | 25. oktober 2011           | 4WAB08          |
| 48           | 9           | "Kiss"                  | Billy Geirhart        | Regina Corrado & Marco Ramirez             | 1. november 2011           | 4WAB09          |
| 49           | 10          | "Hands"                 | Peter Weller          | Chris Collins, David LaBrava & Kurt Sutter | 8. november 2011           | 4WAB10          |
| 50           | 11          | "Call of Duty"          | Gwyneth Horder-Payton | Liz Sagal & Gladys Rodriguez               | 15. november 2011          | 4WAB11          |
| 51           | 12          | "Burnt and Purged Away" | Paris Barclay         | Kurt Sutter & Dave Erickson                | 22. november 2011          | 4WAB12          |
| 52           | 13          | "To Be, Act 1"          | Kurt Sutter           | Kurt Sutter & Chris Collins                | 29. november 2011          | 4WAB13          |
| 53           | 14          | "To Be, Act 2"          | Kurt Sutter           | Kurt Sutter & Chris Collins                | 6. december 2011           | 4WAB14          |

### Sæson 5 (2012)
| Nr. i serien | Nr. i sæson | Titel               | Instruktør            | Forfatter                                  | Oprindelig sendedato | Produktionskode |
| ------------ | ----------- | ------------------- | --------------------- | ------------------------------------------ | -------------------- | --------------- |
| 54           | 1           | "Sovereign"         | Paris Barclay         | Kurt Sutter                                | 11. september 2012   | 5WAB01          |
| 55           | 2           | "Authority Vested"  | Peter Weller          | Regina Corrado                             | 18. september 2012   | 5WAB02          |
| 56           | 3           | "Laying Pipe"       | Adam Arkin            | Kem Nunn, Liz Sagal & Kurt Sutter          | 25. september 2012   | 5WAB03          |
| 57           | 4           | "Stolen Huffy"      | Paris Barclay         | Chris Collins                              | 2. oktober 2012      | 5WAB04          |
| 58           | 5           | "Orca Shrugged"     | Gwyneth Horder-Payton | Regina Corrado & Kurt Sutter               | 9. oktober 2012      | 5WAB05          |
| 59           | 6           | "Small World"       | Adam Arkin            | Roberto Patino                             | 16. oktober 2012     | 5WAB06          |
| 60           | 7           | "Toad's Wild Ride"  | Peter Weller          | Kurt Sutter & Chris Collins                | 23. oktober 2012     | 5WAB07          |
| 61           | 8           | "Ablation"          | Karen Gaviola         | Mike Daniels                               | 30. oktober 2012     | 5WAB08          |
| 62           | 9           | "Andare Pescare"    | Billy Gierhart        | Liz Sagal & Kurt Sutter                    | 6. november 2012     | 5WAB09          |
| 63           | 10          | "Crucifixed"        | Guy Ferland           | Kem Nunn                                   | 13. november 2012    | 5WAB10          |
| 64           | 11          | "To Thine Own Self" | Paris Barclay         | Mike Daniels, John Barcheski & Kurt Sutter | 20. november 2012    | 5WAB11          |
| 65           | 12          | "Darthy"            | Peter Weller          | Chris Collins & Kurt Sutter                | 27. november 2012    | 5WAB12          |
| 66           | 13          | "J'ai Obtenu Cette" | Kurt Sutter           | Kurt Sutter & Chris Collins                | 4. december 2012     | 5WAB13          |

### Sæson 6 (2013)
| Nr. i serien | Nr. i sæson | Titel                 | Instruktør            | Forfatter                                   | Oprindelig sendedato i USA | Produktionskode |
| ------------ | ----------- | --------------------- | --------------------- | ------------------------------------------- | -------------------------- | --------------- |
| 67           | 1           | "Straw"               | Paris Barclay         | Kurt Sutter                                 | 10. september 2013         | 6WAB01          |
| 68           | 2           | "One One Six"         | Peter Weller          | Chris Collins & Adria Lang                  | 17. september 2013         | 6WAB02          |
| 69           | 3           | "Poenitentia"         | Guy Ferland           | Charles Murray & Kurt Sutter                | 24. september 2013         | 6WAB03          |
| 70           | 4           | "Wolfsangel"          | Billy Gierhart        | Kurt Sutter & Kem Nunn                      | 1. oktober 2013            | 6WAB04          |
| 71           | 5           | "The Mad King"        | Gwyneth Horder-Payton | Chris Collins, Roberto Patino & Kurt Sutter | 8. oktober 2013            | 6WAB05          |
| 72           | 6           | "Salvage"             | Adam Arkin            | Mike Daniels & Kurt Sutter                  | 15. oktober 2013           | 6WAB06          |
| 73           | 7           | "Sweet and Vaded"     | Paris Barclay         | Kurt Sutter & Adria Lang                    | 22. oktober 2013           | 6WAB07          |
| 74           | 8           | "Los Fantasmas"       | Peter Weller          | Roberto Patino & Kurt Sutter                | 29. oktober 2013           | 6WAB08          |
| 75           | 9           | "John 8:32"           | Guy Ferland           | Kem Nunn & Kurt Sutter                      | 5. november 2013           | 6WAB09          |
| 76           | 10          | "Huang Wu"            | Billy Gierhart        | Kurt Sutter & Charles Murray                | 12. november 2013          | 6WAB10          |
| 77           | 11          | "Aon Rud Persanta"    | Peter Weller          | Chris Collins & Kurt Sutter                 | 19. november 2013          | 6WAB11          |
| 78           | 12          | "You Are My Sunshine" | Paris Barclay         | Kem Nunn, Mike Daniels & Kurt Sutter        | 3. december 2013           | 6WAB12          |
| 79           | 13          | "A Mother's Work"     | Kurt Sutter           | Kurt Sutter & Chris Collins                 | 10. december 2013          | 6WAB13          |

### Sæson 7 (2014)
| Nr. i serien | Nr. i sæson | Titel                         | Instruktør     | Forfatter                                   | Oprindelig sendedato | Produktionskode |
| ------------ | ----------- | ----------------------------- | -------------- | ------------------------------------------- | -------------------- | --------------- |
| 80           | 1           | "Black Widower"               | Paris Barclay  | Kurt Sutter                                 | 9. september 2014    | DEE6E9          |
| 81           | 2           | "Toil and Till"               | Billy Gierhart | Charles Murray & Kurt Sutter                | 16. september 2014   | 7WAB02          |
| 82           | 3           | "Playing with Monsters"       | Craig Yahata   | Peter Elkoff & Kurt Sutter                  | 23. september 2014   | 7WAB03          |
| 83           | 4           | "Poor Little Lambs"           | Guy Ferland    | Kem Nunn & Kurt Sutter                      | 30. september 2014   | 7WAB04          |
| 84           | 5           | "Some Strange Eruption"       | Peter Weller   | Roberto Patino & Kurt Sutter                | 7. oktober 2014      | 7WAB05          |
| 85           | 6           | "Smoke 'em if You Got 'em"    | Guy Ferland    | Mike Daniels & Kurt Sutter                  | 14. oktober 2014     | 7WAB06          |
| 86           | 7           | "Greensleeves"                | Paris Barclay  | Gladys Rodriguez, Josh Botana & Kurt Sutter | 21. oktober 2014     | 7WAB07          |
| 87           | 8           | "The Separation of Crows"     | Charles Murray | Peter Elkoff, John Barcheski & Kurt Sutter  | 28. oktober 2014     | 7WAB08          |
| 88           | 9           | "What a Piece of Work Is Man" | Peter Weller   | Mike Daniels, Roberto Patino & Kurt Sutter  | 4. november 2014     | 7WAB09          |
| 89           | 10          | "Faith and Despondency"       | Paris Barclay  | Kem Nunn, Gladys Rodriguez & Kurt Sutter    | 11. november 2014    | 7WAB10          |
| 90           | 11          | "Suits of Woe"                | Peter Weller   | Peter Elkoff, Mike Daniels & Kurt Sutter    | 18. november 2014    | 7WAB11          |
| 91           | 12          | "Red Rose"                    | Paris Barclay  | Kurt Sutter & Charles Murray                | 2. december 2014     | 7WAB12          |
| 92           | 13          | "Papa's Goods"                | Kurt Sutter    | Kurt Sutter                                 | 9. december 2014     | 7WAB13          |